# Trachyphloeus aristatus
Trachyphloeus aristatus är en skalbaggsart som först beskrevs av Leonard Gyllenhaal 1827.  Trachyphloeus aristatus ingår i släktet Trachyphloeus, och familjen vivlar. Arten är reproducerande i Sverige.